# Sarah Cleaveland
Sarah Cleaveland és cirurgiana veterinària i professora d'Epidemiologia Comparada a la Universitat de Glasgow.

## Educació
Cleaveland va obtenir el títol de Bachelor of Veterinary Science (BVSc) a la Universitat de Cambridge el 1988, seguit d'un doctorat a la London School of Hygiiene & Tropical Medicine el 1996 per a investigacions sobre el virus del brom i la ràbia al Serengeti (Tanzània). Durant aquesta època, va ser estudiant de postgrau a l' Institut of Zoology de Regent's Park, supervisada per Chris Dye, Steve Albon i James Kirkwood.

## Carrera i investigació
Posteriorment, va treballar al Centre for Tropical Veterinary Medicine de la Universitat d'Edimburg, abans de passar a la Universitat de Glasgow el 2008, on és professora a l'Institut of Biodiversity, Animal Health and Comparative Medicine, i membre del Boyd Orr Centre for Population and Ecosystem Health. Una gran part de la investigació de Cleaveland s'ha centrat en l'epidemiologia de zoonosis al nord de Tanzània, incloent-hi la ràbia. El seu treball ha consistit en la creació de programes de vacunació contra la ràbia massiva dels gossos domèstics al Serengeti, que ha permès evitar centenars de morts humanes, i alhora ha protegit espècies salvatges com el gos salvatge africà en perill d'extinció.
La seva recerca ha estat finançada pel Biotechnology and Biological Sciences Reserach Council (BBSRC) i el Medical Research Council (MRC). Entre els seus antics estudiants de doctorat hi destaca Anna Louise Meredith.

### Premis i reconeixements
Cleaveland va ser la primera dona que va rebre el premi Trevor Blackburn de la British Veterinary Association el 2008 en reconeixement del seu treball sobre malalties infeccioses animals i humanes a l'Àfrica. Va ser directora fundadora de l'Alliance for Rabies Control que té com a missió prevenir les morts humanes causades per infecció amb el virus de la ràbia i reduir la càrrega d'aquesta malaltia en els animals. Va ser elegida Fellow de la Royal Society of Edinburgh (FRSE) el 2012, membre de la l'National Academy of Medicine (EUA) a l'octubre de 2015, i va ingressar com a Membre de la Royal Society (FRS) 2016.
Ha estat nomenada oficial de l'Ordre de l'Imperi Britànic (OBE) en els Birthday Honours del 2014 pels serveis en l'epidemiologia veterinària.
El 2018, Cleaveland va ser premiada amb la Leeuwenhoek Lecture per la Royal Society pel "seu treball pioner en l'erradicació de la ràbia a tot el món".